# Microthremma crassifimbriatum
Microthremma crassifimbriatum är en nattsländeart som beskrevs av Schmid 1955. Microthremma crassifimbriatum ingår i släktet Microthremma och familjen Helicophidae. Inga underarter finns listade i Catalogue of Life.